# Chrysocharis compressicornis
Chrysocharis compressicornis är en stekelart som beskrevs av William Harris Ashmead 1895. Chrysocharis compressicornis ingår i släktet Chrysocharis och familjen finglanssteklar. Inga underarter finns listade i Catalogue of Life.